# Byron F. Ritchie

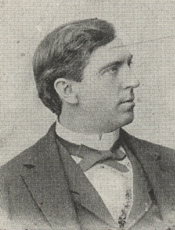
Byron F. Ritchie

Byron Foster Ritchie (* 29. Januar 1853 in Grafton, Ohio; † 22. August 1928 in Toledo, Ohio) war ein US-amerikanischer Politiker. Zwischen 1893 und 1895 vertrat er den Bundesstaat Ohio im US-Repräsentantenhaus.

## Leben
Byron Ritchie war Sohn des Kongressabgeordneten James M. Ritchie (1829–1918). Im Jahr 1860 zog er mit seinen Eltern nach Toledo, wo er im Jahr 1870 die High School absolvierte. Nach einem anschließenden Jurastudium und seiner 1874 erfolgten Zulassung als Rechtsanwalt begann er in Toledo in diesem Beruf zu arbeiten. Gleichzeitig schlug er als Mitglied der Demokratischen Partei eine politische Laufbahn ein.
Bei den Kongresswahlen des Jahres 1892 wurde Ritchie im neunten Wahlbezirk von Ohio in das US-Repräsentantenhaus in Washington, D.C. gewählt, wo er am 4. März 1893 die Nachfolge von Joseph H. Outhwaite antrat. Da er im Jahr 1894 nicht bestätigt wurde, konnte er bis zum 3. Januar 1895 nur eine Legislaturperiode im Kongress absolvieren. Nach seiner Zeit im US-Repräsentantenhaus praktizierte Ritchie zunächst wieder als Anwalt in Toledo. Von 1914 bis zu seinem Tod war er Berufungsrichter im dortigen Lucas County. Er starb am 22. August 1928 in Toledo, wo er auch beigesetzt wurde.